# كريس براينت (لاعب كرة قاعدة)
كريس براينت (بالإنجليزية: Kris Bryant) هو لاعب كرة قاعدة أمريكي، ولد في 4 يناير 1992 في لاس فيغاس في الولايات المتحدة.

## وصلات خارجية
- كريس براينت على موقع دوري كرة القاعدة الرئيسي (الإنجليزية)
- كريس براينت على موقعبيزبول رفرنس.كوم (الدوري الرئيسي) (الإنجليزية)
- كريس براينت على موقعبيزبول رفرنس.كوم (الدوري الثانوي) (الإنجليزية)
- كريس براينت على موقع إي إس بي إن.كوم (أم.أل.بي) (الإنجليزية)
- كريس براينت على موقع مشجعي الرسوم البيانية (الإنجليزية)